# リュカ–レーマー–リーゼル・テスト
数学の特に数論において、リュカ–レーマー–リーゼル・テスト（英: Lucas–Lehmer–Riesel test）またはLLRテスト（エルエルアールテスト）とは、 N = k ⋅ 2n − 1（ただし k は k < 2n を満たす奇数）という形の正整数 N に対する素数判定法である。
この判定法はリュカ–レーマー・テストに基づいて、スウェーデンの数学者ハンス・リーゼルにより開発された。
第2項の符号が異なる N′ = k ⋅ 2n + 1（プロス数）に対しては、プロスの定理に基づくラスベガス法や Brillhart–Lehmer–Selfridgeの結果に基づく決定的アルゴリズムが用いられる。

## アルゴリズム
この判定法のアルゴリズムはリュカ–レーマー・テストに非常によく似ているが、用いる数列 {ui} の初期値 u0 が k によって異なる。
数列 {ui} を以下で定義する。初期値 u0 は次節のように定め、非負整数 i ≥ 0 に対して漸化式を
{\displaystyle u_{i+1}=u_{i}^{2}-2}
で定める。このとき、N = k ⋅ 2n − 1 が素数である必要十分条件は N が un − 2 を割り切ることである。

## 初期値u0の決定
初期値 u0 は以下のように決定される。
もし k = 1 であり、さらに n ≡ 3 (mod 4) であるなら、u0 = 3 ととる。また n ≡ 1 (mod 4) であるなら、u0 = 4 ととる。なお、n が素数であるとき、N はメルセンヌ数になりうる。
もし k = 3 であり、かつ n ≡ 0 (mod 4) であるか n ≡ 3 (mod 4) であるなら、u0 = 5778 ととる。なお、n ≡ 1 (mod 4) のとき N は 5 で割り切れることが容易に示される。
もし k ≡ ±1 (mod 6) であり、N が 3 で割り切れないなら、u0 = (2 + √3)k + (2 − √3)k ととる。あるいは同じことだが、
{\displaystyle v_{n}={\begin{cases}2&{\text{if }}n=0\\4&{\text{if }}n=1\\4v_{n-1}-v_{n-2}&{\text{if }}n\geq 2\end{cases}}}
により定まる数列 {vn} を用いて u0 = vk ととる。
上記以外の場合、すなわち k が 3 の倍数の場合は初期値 u0 を決定するのはより難しくなる。
初期値 u0 を決定する別の方法が Rodseth により提示されている。k が 3 の倍数の場合、この方法はリーゼルが用いた方法よりも簡明である。まず、以下のヤコビ記号についての方程式の解 P を求める：
{\displaystyle \left({\frac {P-2}{N}}\right)=1,\qquad \left({\frac {P+2}{N}}\right)=-1.}

P の値から初期値 u0 を見出すには、リーゼルや Rodseth が示すようにリュカ数列を用いる。なおリーゼルは k が 3 で割り切れないときは P = 4 ととることができ、したがって上掲の方程式を解く必要がないことを示している。初期値 u0 はリュカ数列 Vn(P, 1) を用いて u0 = Vk(P, 1) mod N ととる。この手続きに要する時間はリュカ–レーマー–リーゼル・テスト本体と比較して少なく済む。

## 判定法の仕組み
リュカ–レーマー–リーゼル・テストは群論的素数判定法の一種である。すなわち、ある数 N が素数であることを、群の位数が N であり、その群の元の位数も N となるような群を見出すことにより示す。 
整数 N に対するリュカ・テストに対しては、N を法とする2次拡大の乗法群が適用できる。すなわち、もし N が素数であるなら、その乗法群の位数は N2 − 1 であり、これは位数 N + 1の部分群を持つので、その部分群の生成元を見出せばよい。
さて、数列 {ui} の閉じた式を求める。リュカ–レーマー・テストに従い、ui = a2i + a−2i と置くと、帰納法によって数列 {ui} が満たすべき漸化式 ui+1 = ui2 − 2 が成り立つことが示される。続いて、数列 wi = ai + a−i の 2i 番目の値について考えると、これはリュカ数列であって、a はある二次方程式の根となり、さらに wi+2 = α⋅wi+1 + β⋅wi という形の漸化式を満たす。実のところ、考慮すべきは k⋅2i 番目の値であるが、リュカ数列の k 番目ごとの値からなる部分列は再びリュカ数列になるため、係数 k を扱うためには異なる初期値を選択すればよい。

## LLR ソフトウェア
LLR はリュカ–レーマー–リーゼル・テストを実行可能なソフトウェアである。プログラムは Jean Penné により開発された。このソフトウェアは個人的に素数を探索する人々や Riesel Sieve・PrimeGrid といった分散コンピューティングプロジェクトに利用されている。